# Дискография Дейва Гаана
Сольная дискография певца и солиста группы Depeche Mode Дейва Гаана состоит из 2 студийных альбомов, 2 концертных записей, 1 сборника, 6 синглов, 1 видеоальбома, 5 видеоклипов и 6 композиций, выпущенных в сотрудничестве с другими музыкантами.
Дебютным сольным альбомом Гаана является Paper Monsters, выпущенный в июне 2003 года. Альбом был спродюсирован Кеном Томасом и достиг 36 строчки британского хит-парада. Paper Monsters также включал 3 сингла — «Dirty Sticky Floors», «I Need You» и «Bottle Living»/«Hold On».
Вторая пластинка Hourglass вышла в 2007 году. Все песни были написаны Дейвом Гааном в соавторстве с барабанщиком Кристианом Айнером и Эндрю Филлпоттом. Диск содержал два успешных сингла: «Kingdom» и «Saw Something»/«Deeper and Deeper».

## Альбомы

### Студийные альбомы
| Год  | Детали                                                                                   | Высшие позиции в чартах | Высшие позиции в чартах | Высшие позиции в чартах | Высшие позиции в чартах | Высшие позиции в чартах | Высшие позиции в чартах | Высшие позиции в чартах |
| Год  | Детали                                                                                   | UK                      | AUT                     | FRA                     | GER                     | SWE                     | SWI                     | US                      |
| ---- | ---------------------------------------------------------------------------------------- | ----------------------- | ----------------------- | ----------------------- | ----------------------- | ----------------------- | ----------------------- | ----------------------- |
| 2003 | Paper Monsters - Выход: 2 июня 2003 - Лейбл: Mute (STUMM #216) - Форматы: CD, DVD, ЦД    | 36                      | 43                      | 21                      | 5                       | 5                       | 81                      | 127                     |
| 2007 | Hourglass - Выход: 22 октября 2007 - Лейбл: Mute (STUMM #288) - Форматы: CD, DVD, LP, ЦД | 50                      | 15                      | 18                      | 2                       | 24                      | 5                       | 120                     |

### Концертные альбомы
| Год  | Детали                                                                                                |
| ---- | --- |
| 2004 | Soundtrack to Live Monsters - Выход: 1 марта 2004 - Лейбл: Mute - Формат: ЦД (эксклюзивно для iTunes) |
| 2007 | Live from SoHo - Выход: 17 декабря 2007 - Лейбл: Mute - Формат: ЦД (эксклюзивно для iTunes)           |

### Сборники
| Год  | Детали                                                                                                 |
| ---- | --- |
| 2008 | Hourglass: Remixes - Выход: 11 марта 2008 - Лейбл: Mute - Форматы: CD, LP - Выпущен в Северной Америке |

## Синглы
| 2003                                                                             | «Dirty Sticky Floors»                 | 18  | —  | 57 | 6  | 40 | 18 | 81 | 3 | Paper Monsters              |
| 2003                                                                             | «I Need You»                          | 27  | —  | 10 | 23 | —  | 55 | —  | 5 | Paper Monsters              |
| 2003                                                                             | Bottle Living" / «Hold On»            | 36  | —  | —  | 19 | —  | —  | —  | — | Paper Monsters              |
| 2004                                                                             | «A Little Piece (Live)»               | —   | —  | —  | —  | —  | —  | —  | — | Soundtrack to Live Monsters |
| 2007                                                                             | «Kingdom»                             | 44  | 41 | —  | 10 | —  | 37 | —  | 1 | Hourglass                   |
| 2008                                                                             | «Saw Something» / «Deeper and Deeper» | 103 | —  | —  | 23 | —  | —  | —  | — | Hourglass                   |
| «—» означает, что сингл не попал в чарты или не был выпущен на территории страны |                                       |     |    |    |    |    |    |    |   |                             |

## Видеография

### Видеоклипы
| Год  | Песня                                        | Режиссёр(ы)                   |
| ---- | -------------------------------------------- | ----------------------------- |
| 2003 | «Dirty Sticky Floors»                        | Арни и Кински                 |
| 2003 | «Dirty Sticky Floors» (интернет-версия BRAT) | Арни, Кински и Дэниел Барасси |
| 2003 | «I Need You»                                 | Арни и Кински                 |
| 2003 | «I Need You» (интернет-версия BRAT)          | Арни, Кински и Дэниел Барасси |
| 2003 | «Bottle Living»                              | Уве Флэйд                     |
| 2007 | «Kingdom»                                    | Джейрон Альбертин             |
| 2008 | «Saw Something»                              | Барни Клэй                    |
| 2015 | «All of This and Nothing»                    | Saul Levitz                   |
| 2015 | «Shine»                                      | James Rogers-Gahan            |
| 2017 | «Where I Wait»                               | Tim Saccenti                  |
| 2018 | «Ocean»                                      | Элисон Голдфрапп              |

### Видеоальбомы
| Год  | Детали                                                                       |
| ---- | ---------------------------------------------------------------------------- |
| 2004 | Live Monsters - Выход: 1 марта 2004 - Лейбл: Mute (STUMM #216) - Формат: DVD |

## Сотрудничество
| Год  | Песня                                                          | Альбом                                                | Примечания                                                  |
| ---- | -------------------------------------------------------------- | ----------------------------------------------------- | ----------------------------------------------------------- |
| 1997 | «A Song For Europe»                                            | Dream Home Heartaches: Remaking/Remodeling Roxy Music | Оригинальная версия записана Roxy Music                     |
| 2003 | «Reload»                                                       | Radio JXL: A Broadcast from the Computer Hell Cabin   | Совместная запись с Junkie XL                               |
| 2008 | «Nostalgia»                                                    | Mirror                                                | Совместная запись с Mirror                                  |
| 2009 | «Visitors»                                                     | Dark Young Hearts                                     | Совместная запись с FrYars                                  |
| 2011 | «Dirty Sticky Floors (Lexicon Avenue Vocal Remix)»             | The Sound of Renaissance — Volume 2                   | —                                                           |
| 2012 | Все песни за исключением «La Ribera» и «Point Sur Pt. 1»       | The Light the Dead See                                | Совместная запись с Soulsavers                              |
| 2014 | «Low Guns»                                                     | The Morning After                                     | Совместная запись с SixToes                                 |
| 2015 | Все песни                                                      | Angels & Ghosts                                       | Совместная запись с Soulsavers                              |
| 2016 | «Cat People (Putting Out Fire) (совместно с Марком Ланеганом)» | Cat People (Putting Out Fire) (digital download)      | Совместная запись с Мартином Леноблем и Кристианом Айгнером |
| 2017 | «Where I Wait»                                                 | Cryosleep                                             | Совместно с Null + Void                                     |
| 2018 | «Ocean»                                                        | Silver Eye                                            | Совместно с Goldfrapp                                       |
| 2020 | «Shock Collar»                                                 | Humanist                                              | Совместно с Humanist                                        |
| 2024 | «Brother»                                                      | On The Edge Of A Lost And Lonely World                | Совместно с Humanist                                        |